# Conrad el Roig
 Conrad de Lorena , anomenat  "el Roig"  (? - 10 d'agost de 955), duc de Lotaríngia (945-953). Era fill de Werner, comte de Nahegau, Speyergau, i Wormsgau i la seva mare era filla de Conrad I d'Alemanya. El 941 va succeir al seu pare en els seus comtats i a més en el Niddagau. Es va casar amb Luitgarda († 953), filla del rei d'Otó I i el 945 va rebre el ducat de Lotaríngia i fou el quart membre de la família a portar un títol ducal

## Biografia
Va participar en l'aixecament encapçalat pel seu cunyat Liudolf de Suàbia contra l'emperador Otó I, que era el seu sogre. Després de ser derrotats, Otó li va arrabassar el ducat que fou donat a Bruno, arquebisbe de Colònia. Després de sotmetre's a l'autoritat de l'emperador, va dirigir les tropes que van derrotar els hongaresos a les proximitats del riu Lech, però va morir en el transcurs de la batalla de Lechfeld (955).
Va deixar un fill, Otó (949 † 1004), qui fou duc de Caríntia, i besavi de l'emperador Conrad II el Sàlic

## Teories sobre la seva mort

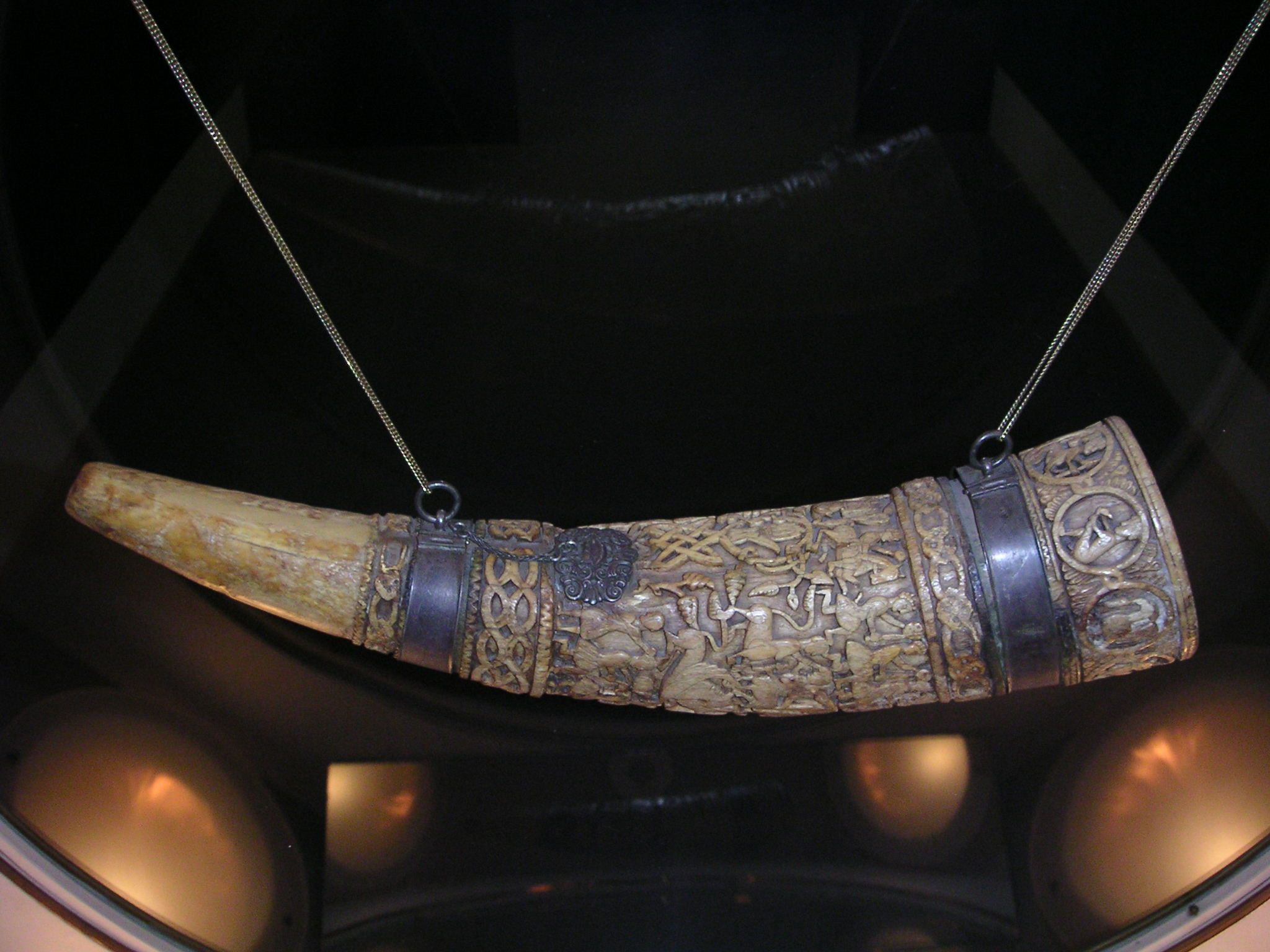
La Banya de Lehel, exhibit en el museu de Jászberény, Hongria.

Es debat la causa real de la seva mort, ja que un cronista medieval, Widukind de Corvey, va deixar dit que una pluja de fletxes hauria acabat amb la vida de Conrad. No obstant això, la Crònica hongaresa assevera que després de culminada la batalla de Batalla de Lechfeld, els cabdills hongaresos Lehel, Bulcsú i Sud van ser capturats i portats davant Conrad el Roig. Un cop davant seu, Lehel hauria demanat com a última voluntat fer sonar la seva banya de batalla, i un cop prop de Conrad li donà un cop al cap i el va matar. Es debat actualment la causa real de la mort del duc.